# 薩林鎮區 (密蘇里州米勒縣)
薩林鎮區（英語：Saline Township）是位於美國密蘇里州米勒縣的一個行政鎮區。

## 地方資料
薩林鎮區的面積為253.67平方千米，當中陸地面積為253.42平方千米，而水域面積為0.24平方千米。根據2020年美國人口普查的數據，當地共有人口8014人，而人口密度為每平方千米31.59人。